# Peugeot Type 125
La Peugeot Type 125 est une voiture sportive commercialisée par Peugeot en 1910 à l'époque d'Armand Peugeot, fondateur des automobiles Peugeot en 1889.

## Historique
En 1910 Peugeot possédait sept succursales de vente : Paris, Marseille, Lyon, Nancy, Bordeaux et Lille en France, ainsi que Londres en Angleterre. Cette voiture était construite  dans les usines historiques d'Audincourt près de Sochaux et de Lille.       

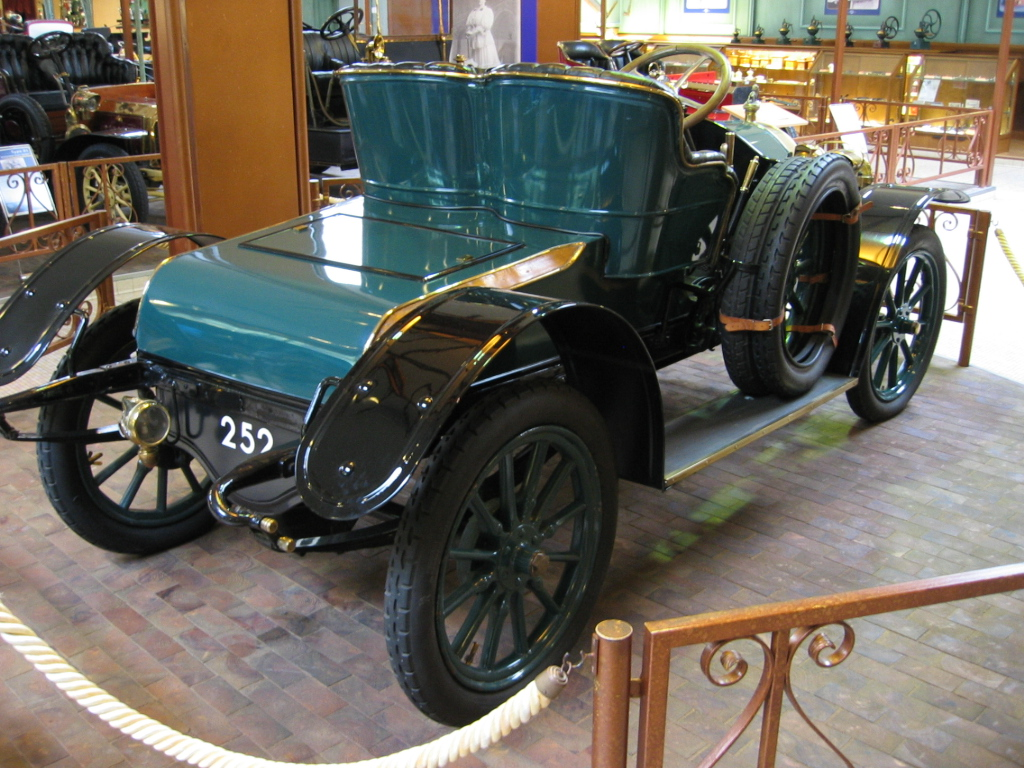
Peugeot Type 125 de 1910.